# Ruine Hohenjungingen
Die Ruine Hohenjungingen, auch Jungingen oder Affenschmalz genannt, ist der Rest einer Höhenburg auf einem 739 m ü. NN hohen Bergkegel, dem „Bürgle“, etwa 1000 Meter südlich der Gemeinde Jungingen im Zollernalbkreis in Baden-Württemberg.

## Geschichte und Anlage
Die Burg wurde vermutlich in der zweiten Hälfte des 12. Jahrhunderts von den Herren von Jungingen erbaut. 1075 wurde ein Altrich von Jungingen erstmals mit dem Ort Jungingen erwähnt. Um 1278 ging die Burg an den Johanniterorden und kam um 1300 an Graf Eberhard I. von Württemberg. 1311 wurde die Burg im Städtekrieg von Reutlingen zerstört, wobei auch das Dorf niedergebrannt wurde. 1952 bis 1955 fanden Ausgrabungen statt.
Bei der Burganlage handelte es sich um eine Gipfelburg mit einem Bergfried als Wohnturm auf einer Grundfläche von 10,2 mal 11,5 Meter und einer Mauerstärke von 1,5 Meter. Weiter verfügte die Anlage über einen Burghof und eine tieferliegende Vorburg.